# Hauard Zin
Hauard Zin (engl. Howard Zinn; 24. avgust 1922 — 27. januar 2010.) bio je američki akademski istoričar, pisac, dramaturg i društveni aktivista. Pre i tokom karijere profesora političkih nauka na Univerzitetu u Bostonu od 1964 do 1988, napisao je više od 20 knjiga, uključujući i najprodavaniju i najuticajniju Narodnu istoriju Sjedinjenih država. Najviše je pisao o Afroameričkom pokretu za građanska prava (1955-1968) i mirovnim pokretima, kao i o istoriji radničkog pokreta Sjedinjenih država. Njegova autobiografija, Ne možeš biti neutralan u zahuktalom vozu, ujedno je i naslov dokumentarnog filma iz 2004. koji govori o Zinovom životu i radu.

## Život i karijera

### Detinjstvo i mladost
Zin je rođen u jevrejskoj imigrantskoj porodici u Bruklinu. Njegov otac, Edi Zin, rođen u Austrougarskoj, emigrirao je u SAD sa svojim bratom Semjuelom pre početka Prvog svetskog rata. Hauardova majka, Dženi Zin, emigrirala je iz Irkutska, grada na istoku Sibira.
Oboje su bili radnici u fabrici i ograničenog obrazovanja kada su se upoznali i venčali, te nije bilo knjiga niti magazina ni u jednom od stanova gde su podizali svoju decu. Zina su roditelji upoznali sa književnošću tako što su slali kupon i 10 centi u Njujork post za svaku od 20 knjiga sabranih dela Čarlsa Dikensa. Takođe je učio kreativno pisanje u srednjoj školi Tomas Džeferson u Bruklinu u okviru posebnog programa koji je pokrenuo pesnik Elijas Libermen.

### Drugi svetski rat
Željan da se bori protiv fašizma, Zin se priključio Američkom ratnom vazduhoplovstvu tokom Drugog svetskog rata i bila mu je dodeljena dužnost bombardera u 490-om bombarderskom odredu, pa je direktno učestvovao u bombaškim napadima na Berlin, Čehoslovačku, i Mađarsku. Kao bombarder SAD-a, Zin je u aprilu 1945. bacio napalm bombe na Rojan, letovalište na jugozapadnoj obali Francuske. Svoj anti-ratni stav, koji je kasnije izgradio, Zin je delom zasnovao upravo na ovakvim iskustvima.
Na post-doktorskoj istraživačkoj misiji, devet godina kasnije, Zin je posetio letovalište u blizini Bordoa gde je razgovarao sa meštanima, pregledao opštinska dokumenta, i čitao isečke iz novina iz ratnog perioda u lokalnoj biblioteci. Zin se vratio u Rojan 1966, nakon čega je detaljno opisao svoje istraživanje u knjizi Politika istorije. Gledajući „sa zemlje“, Zin je naučio da su bombaški vazdušni napadi u kojima je i sam učestvovao ubili više od 1000 francuskih civila, pored nekoliko nemačkih vojnika koji su se krili blizu Rojana da dočekaju kraj rata. Ovo su događaji koji su u svim dokumentima koje je pronašao opisani kao „tragična greška“ koja je sravnila jedan mali, ali drevni grad i „svo njegovo stanovništvo koje je, makar zvanično, bilo mnogo više prijateljsko, nego neprijateljsko“. U Politici istorije, Zin je opisao način na koji je napad bio naređen - tri nedelje pre nego što se rat u Evropi završio - od strane vojnih oficira koje je više motivisala želja za ličnim napretkom u karijeri, nego legitimni vojni objekti. On citira kratku referencu zvanične istorije Američke vojne jedinice koja se odnosi na Osmi vazdušni napad na Rojan, i u istom poglavlju govori o bombardovanju Pilzena koji je tada bio deo Čehoslovačke. Zvanična istorija tvrdi da je poznata kompanija Škoda iz Pilzena „primila 500 dobro usmerenih tona“ i da su „zahvaljujući upozorenju koje je poslato unapred radnici bili u mogućnosti da pobegnu, svi sem pet osoba“.
Zin je napisao, „Sećam se leta na tu misiju, bio sam pomoćnik glavnog bombardera, i sećam se da nismo ciljali tačno na Škodu, (što bih zapamtio, jer je to bila jedina meta u Čehoslovačkoj o kojoj sam čitao) već smo bacili bombe, bez velike preciznosti, na grad Pilzen. Dva češka građanina koja su živela u Pilzenu u to vreme, skoro su mi rekli da je nekoliko stotina ljudi bilo ubijeno u tom napadu (dakle, Čeha) - a ne pet.“
Zin je izjavio da je njegovo iskustvo ratnog bombardera, zajedno sa istraživanjem koje je kasnije sproveo, a koje se odnosi na posledice po Rojan i Pilzen, dovelo do stvaranja moralnih dilema usmerenih ka vojsci SAD-a. Zin je preispitivao obrazloženja za vojne operacije koje su rezultovale masovnim civilnim žrtvama tokom bombardovanja gradova poput Drezdena, Rojana, Tokija i Hirošime i Nagasakija od strane savezničkih snaga tokom Drugog svetskog rata, zatim Hanoija tokom rata u Vijetnamu i Bagdada tokom rata u Iraku, kao i civilnim žrtvama u Avganistanu tokom trenutnog i skoro deceniju dugog rata na tom prostoru. U svom pamfletu, Hirošima: Prekid tišine' napisanom 1995, izneo je dokaze o gađanju civila iz vazduha.
Šest godina kasnije, napisao je: „Podsetimo da su u jeku Zalivskog rata, američke vojne snage bombardovale jedno sklonište od vazdušnih napada, usmrtivši 400 do 500 ljudi, žena, i dece koji su se tu zbili da izbegnu bombe. Tvrdilo se da je to bila vojna meta, stambena jedinica komunikacijskog centra, ali reporteri koji su prošli kroz ruine neposredno nakon bombardovanja rekli su da nisu videli ni znaka nečemu sličnom. Navodim da je istorija bombardovanja - a niko nije bombardovao više od ove nacije - u stvari istorija neprekidnih zverstava, svih mirne savesti obrazloženih kroz obmanljiv i smrtonosan jezik rečima poput 'nesrećan slučaj', 'vojna meta' i 'kolateralna šteta'“.

## Bibliografija
-{

### Autor
- Zinn, Howard (1959). LaGuardia in Congress. American Historical Association. ISBN 978-0-393-00488-5.
- Zinn, Howard (1962). The Southern Mystique. South End Press. ISBN 978-0-89608-680-7.
- Zinn, Howard (1964). SNCC: The New Abolitionists. South End Press. ISBN 978-0-89608-679-1.
- Zinn, Howard (1965). New Deal Thought. Hackett Publishing Company, Incorporated. ISBN 978-0-87220-685-4.. (editor).
- Zinn, Howard (1967). Vietnam: The Logic of Withdrawal. South End Press. ISBN 978-0-89608-681-4.
- Zinn, Howard (2002). Disobedience and Democracy: Nine Fallacies on Law and Order. South End Press. ISBN 978-0-89608-675-3.. (1968, re-issued.).
- Zinn, Howard (1990).  (2nd изд.). ISBN 978-0-252-06122-6. Недостаје или је празан параметар |title= (помоћ)..
- The Pentagon Papers Senator Gravel Edition. Vol. Five. Critical Essays. Boston. Beacon Press, 1972. 341p. plus 72p. of Index to Vol. I–IV of the Papers, Noam Chomsky, Howard Zinn, editors.
- Zinn, Howard (1973). Postwar America: 1945–1971. South End Press. ISBN 978-0-89608-678-4.
- Zinn, Howard (1974). Justice in Everyday Life: The Way It Really Works. South End Press. ISBN 978-0-89608-677-7.. (Editor).
- Zinn, Howard (1977). Justice? Eyewitness Accounts. Beacon Press. ISBN 978-0-8070-4479-7.
- A People's History of the United States: 1492 – Present. 2010. ISBN 978-0-06-052837-9.. (1980), revised (1995) (1998) (1999) (2003) (2004) (2005)
- Maxine Klein, Lydia Sargent; Zinn, Howard (1986). Playbook. South End Press. ISBN 978-0-89608-309-7. Непознати параметар |name-list-style= игнорисан (помоћ)
- Declarations of Independence: Cross-Examining American Ideology. 1991. ISBN 978-0-06-092108-8.[13]
- Zinn, Howard; Emery, Kathy; Reeves, Ellen (2003). A People's History of the United States: The Civil War to the Present. New Press. ISBN 978-1-56584-725-5.. Kathy Emery and Ellen Reeves, Howard Zinn (2003 teaching edition).
- Failure to Quit: Reflections of an Optimistic Historian. 1993. ISBN 978-0-89608-676-0.
- You Can't Be Neutral on a Moving Train: A Personal History of Our Times. 1994. ISBN 978-0-8070-7127-4.
- Zinn, Howard; Kirschner, George (1995). A People's History of the United States: The Wall Charts. New Press. ISBN 978-1-56584-171-0. Непознати параметар |name-list-style= игнорисан (помоћ)
- Zinn, Howard (2009). The Zinn Reader: Writings on Disobedience and Democracy (2nd изд.). Seven Stories Press. ISBN 978-1-58322-870-8.
- The Cold War & the University: Toward an Intellectual History of the Postwar Years (Noam Chomsky (Editor) Authors: Ira Katznelson, R. C. Lewontin, David Montgomery, Laura Nader, Richard Ohmann,[14] Ray Siever, Immanuel Wallerstein, Howard Zinn. 1997.  978-1-56584-005-8.
- Zinn, Howard (1999). Marx in Soho: A Play on History. South End Press. ISBN 978-0-89608-593-0.
- The Future of History: Interviews With David Barsamian. 1999. ISBN 978-1-56751-157-4.
- Zinn, Howard (2000). Howard Zinn on War. Seven Stories Press. ISBN 978-1-58322-049-8.
- Zinn, Howard (2000). Howard Zinn on History. Seven Stories Press. ISBN 978-1-58322-048-1.
- Zinn, Howard (2000). La Otra Historia De Los Estados Unidos. Siete Cuentos Editorial. ISBN 978-1-58322-054-2.
- Zinn, Howard; Kelley, Robin D. G.; Frank, Dana (2002). Three Strikes: Miners, Musicians, Salesgirls, and the Fighting Spirit of Labor's Last Century. Beacon Press. ISBN 978-0-8070-5013-2.. (Dana Frank, Robin Kelley, and Howard Zinn).
- Zinn, Howard (2002). Terrorism and War. Seven Stories Press. ISBN 978-1-58322-493-9.(interviews, Anthony Arnove (Ed.))
- Advocates of Peace Editor (2002). The Power of Nonviolence: Writings. Beacon Press. ISBN 978-0-8070-1407-3.
- Zinn, Howard (2002). Emma: A Play in Two Acts About Emma Goldman, American Anarchist. South End Press. ISBN 978-0-89608-664-7.
- Zinn, Howard (2003). Artists in Times of War. Seven Stories Press. ISBN 978-1-58322-602-5.
- Zinn, Howard (2003). The 20th century: A People's History. HarperCollins. ISBN 978-0-06-053034-1.
- Zinn, Howard; Emery, Kathy; Reeves, Ellen (2003). A People's History of the United States: Teaching Edition Abridged. The New Press. ISBN 978-1-56584-826-9.. (2003 updated).
- Zinn, Howard (2003). Passionate Declarations: Essays on War and Justice. Harper Collins. ISBN 978-0-06-055767-6.
- Donaldo Macedo, Editor (2004). Howard Zinn On Democratic Education. ISBN 978-1-59451-054-0.
- The People Speak: American Voices, Some Famous, Some Little Known. 2004. ISBN 978-0-06-057826-8.
- Zinn, Howard; Arnove, Anthony (2009). Voices of a People's History of the United States (2nd изд.). Seven Stories Press. ISBN 978-1-58322-916-3.. (with Anthony Arnove). .
- David Williams, Howard Zinn (Series Editor) (2005). A People's History of the Civil War: Struggles for the Meaning of Freedom. New Press. ISBN 978-1-59558-018-4.
- A Power Governments Cannot Suppress. 2006. ISBN 978-0-87286-475-7.
- Original Zinn: Conversations on History and Politics (2006) Howard Zinn and David Barsamian.
- A People's History of American Empire. 2008. ISBN 978-0-8050-8744-4.. by Howard Zinn, Mike Konopacki and Paul Buhle.
- A Young People's History of the United States, adapted from the original text by Rebecca Stefoff; illustrated and updated through 2006, with new introduction and afterword by Howard Zinn; two volumes, Seven Stories Press, New York, 2007.
  - Zinn, Howard (мај 2007). Vol. 1: Columbus to the Spanish-American War. Seven Stories Press. ISBN 978-1-58322-759-6.
  - Zinn, Howard (мај 2007). Vol. 2: Class Struggle to the War on Terror. Seven Stories Press. ISBN 978-1-58322-760-2.
  - One-volume edition. 2009.  978-1-58322-869-2.
- The Bomb. Lights Books. 2010. ISBN 978-0-87286-509-9.. (Citytore.
- Zinn, Howard (2012). The Historic Unfulfilled Promise. City Lights Publishers. ISBN 978-0-87286-555-6.. (City Lights Publishers.

### Doprinosi
- Peter Swirski (2010). Ars Americana Ars Politica: Partisan Expression in Contemporary American Literature and Culture. McGill-Queen's University Press. ISBN 978-0-7735-3766-8.
- Admirable Radical: Staughton Lynd and Cold War Dissent, 1945–1970, Kent State University Press by Carl Mirra. 2010.  978-1-60635-051-5.
- Mickey, Z. (2004). A Gigantic Mistake. Wildside Press LLC. ISBN 978-1-930997-97-4.
- Irons, Peter H. (2000). A People's History of the Supreme Court. Viking. ISBN 978-0-14-029201-5.
- Doyle, Randall (2004). A Political Dynasty In North Idaho, 1933–1967. University Press of America. ISBN 978-0-7618-2843-3.
- Kohn, Stephen M. (1994). American Political Prisoners: Prosecutions Under the Espionage and Sedition Acts. Bloomsbury Academic. ISBN 978-0-275-94415-5.
- Chomsky, Noam (2002). American Power and the New Mandarins. New Press. ISBN 978-1-56584-775-0.
- (Douglas F. Dowd (2004). Broken Promises Of America: At Home And Abroad, Past And Present: An Encyclopedia For Our Times. Common Courage Press. ISBN 978-1-56751-313-4.
- Singer, Daniel (2005). Deserter From Death: Dispatches From Western Europe 1950-2000. Nation Books. ISBN 978-1-56025-642-7.
- Grinde, Donald; Johansen, Bruce (1994). Ecocide of Native America: Environmental Destruction of Indian Lands and Peoples. Clear Light. ISBN 978-0-940666-52-8.
- Pelz, William A. (2000). Eugene V. Debs Reader: Socialism and the Class Struggle. Institute of Working Class History. ISBN 978-0-9704669-0-7.
- Churchill, Ward (1996). From a Native Son: Selected Essays in Indigenism, 1985–1995. ISBN 978-0-89608-553-4.
- Strada, Gino (2005). Green Parrots: A War Surgeon's Diary. Charta. ISBN 978-88-8158-420-8.
- Sut Jhally editor, Jeremy Earp editor (2004). Hijacking Catastrophe: 9/11, Fear And The Selling Of American Empire. Interlink Publishing Group Incorporated. ISBN 978-1-56656-581-3.
- Wright, Micah Ian (2004). If You're Not a Terrorist…Then Stop Asking Questions!. ISBN 978-1-58322-626-1.
- Anthony Arnove (2006). Iraq: The Logic of Withdrawal. ISBN 978-1-59558-079-5.
- Impeach the President: The Case Against Bush and Cheney. Seven Stories Press. 2006. ISBN 978-1-58322-743-5.. Dennis Loo (Editor), Peter Phillips (Editor):.).
- Alexander Berkman Gene Fellner, editor (2004). Life of an Anarchist: The Alexander Berkman Reader. Seven Stories Press. ISBN 978-1-58322-662-9.
- editor, David Giffey (2006). Long Shadows: Veterans' Paths to Peace. Atwood Pub. ISBN 1-891859-64-9 Проверите вредност параметра |isbn=: checksum (помоћ).
- Clara Nieto, Chris Brandt (trans) (2003). Masters of War: Latin America and United States Aggression from the Cuban Revolution Through the Clinton Years. Seven Stories Press. ISBN 978-1-58322-545-5.
- James Mann, editor (2004). Peace Signs: The Anti-War Movement Illustrated. Edition Olms Zurich. ISBN 978-3-283-00487-3.
- Daniel Berrigan (poetry) and Adrianna Amari (photography) (2007). Prayer for the Morning Headlines: On the Sanctity of Life and Death. ISBN 978-1-934074-16-9.
- Chang, Nancy; Center for Constitutional Rights (2002). Silencing Political Dissent: How Post-9-11 Anti-terrorism Measures Threaten Our Civil Liberties. Seven Stories Press. ISBN 978-1-58322-494-6.
- Cortright, David (2005). Soldiers In Revolt: GI Resistance During The Vietnam War. Haymarket Books. ISBN 978-1-931859-27-1.
- Friedenberg, Daniel M. (2002). Sold to the Highest Bidder: The Presidency from Dwight D. Eisenhower to George W. Bush. Prometheus Books. ISBN 978-1-57392-923-3.
- Mailer, Norman; Afterword by, HZ (2000). The Autobiography of Abbie Hoffman Intro. Hachette Books. ISBN 978-1-56858-197-2.
- Maass, Alan (2004). The Case for Socialism. Jaymarket Books. ISBN 978-1-931859-09-7.
- Lens, Sidney (2003). The Forging of the American Empire: From the Revolution to Vietnam, a History of U.S. Imperialism. Pluto Press. ISBN 978-0-7453-2101-1.
- Henry David Thoreau, Wendell Glick, editor (2004). The Higher Law: Thoreau on Civil Disobedience and Reform. Princeton University Press. ISBN 978-0-691-11876-5.
- London, Jack (1971). The Iron Heel. Penguin. ISBN 978-0-14-303971-6.
- Morgan, Edward P. (1992). The Sixties Experience: Hard Lessons about Modern America. Temple University Press. ISBN 978-1-56639-014-9.
- Wright, Micah Ian (2003). You Back the Attack, We'll Bomb Who We Want. Seven Stories Press. ISBN 978-1-58322-584-4.
- Raphael, Ray (2002). A People's History of the American Revolution. Harper Collins. ISBN 978-0-06-000440-8.

Howard Zinn Foreword for New Press People's History Series.

### Snimci
- A People's History of the United States (1999)
- Artists in the Time of War (2002)
- Heroes & Martyrs: Emma Goldman, Sacco & Vanzetti, and the Revolutionary Struggle (2000)
- Stories Hollywood Never Tells (2000)

### Pozorište
- Emma] (1976)
- Daughter of Venus (1985)
- Marx in Soho (1999)

### Biografije
- Duberman, Martin (2012). Howard Zinn: A Life on the Left. The New Press. ISBN 978-1-59558-678-0.
- Ellis, Deb and Mueller, Denis. Howard Zinn: You Can't Be Neutral on a Moving Train. (film 2004)[15]
- Joyce, Davis D. (2003). Howard Zinn: A Radical American Vision. Prometheus Books. ISBN 978-1-59102-131-5.
- Gagliano, Giuseppe (2010). L'intellettuale in rivolta. L'antagonismo politico attraverso le riflessioni di Zinn, Buber, Chomsky. Editrice Uniservice. ISBN 978-88-6178-652-3.

## Literatura
- Zinn, Howard (1990). Declarations of Independence. New York, NY: HarperPerennial. ISBN 978-0-06-092108-8.

## Spoljašnje veze
- Hauard Zin на веб-сајту  (језик: енглески)